# リアル・ティ
株式会社リアル・ティ（英: REAL-T inc.）は、アニメーションを中心とした映像編集を手がける日本のポストプロダクション。メモリーテック・ホールディングス株式会社の子会社。

## 概要
タバックで主に東映アニメーション作品の編集を行っていた西山茂が独立し、2006年3月1日に設立した日本の編集ポストプロダクションである。
設立当初ハルフィルムメーカーの子会社であったが、現在は資本提携を解消し2017年12月1日よりメモリーテック・ホールディングス直下の子会社となっている。
AVID Symphony NitrisDXやHDCAM-SRをはじめとするHD編集機材と編集室6室を有する。また上記に加え2017年10月に劇場作品等のプレビューに対応するため、4K対応のプロジェクター（スクリーンサイズは100インチ）と5.1chサラウンド環境を新設した。現在、所属しているエディターは8名。
近年、数多くのアニメーション作品の編集を担当しており、主にJ.C.STAFF、A-1 Pictures、SILVER LINK.、WHITE FOX、トムス・エンタテインメント、スタジオ地図作品などを手がけている。

## 参加作品

### テレビアニメ

#### 2000年代
2006年
- ARIA The NATURAL（西山茂）
- よみがえる空-RESCUE WINGS-（西山茂）
- ハチミツとクローバーⅡ（西山茂）
- あさっての方向。（西山茂）
- 桜蘭高校ホスト部（西山茂）
- 銀河鉄道物語〜永遠への分岐点〜（西山茂）
- TOKYO TRIBE2（西山茂）
- ふしぎ星の☆ふたご姫Gyu!（西山茂）
- 家庭教師ヒットマンREBORN!（西山茂）

2007年
- スケッチブック〜full color`s〜（坪根健太郎）
- ナイトウィザード The ANIMATION（坪根健太郎）
- スカイガールズ（西山茂）
- のだめカンタービレ（西山茂）
- ぽてまよ（坪根健太郎）
- Devil May Cry（西山茂）
- 神曲奏界ポリフォニカ（西山茂）
- おおきく振りかぶって（西山茂）
- ロビーとケロビー（西山茂）
- 灼眼のシャナII（西山茂）
- キミキス（西山茂）

2008年
- ARIA The ORIGINATION（坪根健太郎）
- シゴフミ（西山茂）
- 隠の王（西山茂）
- ソウルイーター（西山茂）
- ペルソナ 〜トリニティ・ソウル〜（西山茂）
- Neo Angelique Abyss（西山茂）
- モノクローム・ファクター（後藤正浩）
- 鉄腕バーディー DECODE（後藤正浩）
- ゼロの使い魔〜三美姫の輪舞〜（後藤正浩）
- スレイヤーズREVOLUTION（西山茂）
- 魔法遣いに大切なこと〜夏のソラ〜（後藤正浩）
- かんなぎ（坪根健太郎）
- のだめカンタービレ巴里編（西山茂）
- ケメコデラックス!（西山茂）
- 黒執事（後藤正浩）
- とある魔術の禁書目録（西山茂）
- とらドラ!（西山茂）
- スキップ・ビート!（後藤正浩）
- うちの三姉妹（西山茂、後藤正浩、坪根健太郎、水津太盛）

2009年
- 鉄腕バーディー DECODE02（後藤正浩）
- スレイヤーズEVOLUTION-R（西山茂）
- 戦場のヴァルキュリア（坪根健太郎）
- 初恋限定。（西山茂）
- 大正野球娘。（後藤正浩）
- ハヤテのごとく!!（坪根健太郎）
- 青い花（後藤正浩）
- 11eyes（西山茂）
- とある科学の超電磁砲（西山茂）
- ミラクル☆トレイン（西山茂）
- 戦う司書（後藤正浩）
- しゅごキャラ!（後藤正治）
- キディ・ガーランド（坪根健太郎）

#### 2010年代
2010年
- WORKING!!（坪根健太郎）
- 裏切りは僕の名前を知っている（西山茂）
- のだめカンタービレ フィナーレ（西山茂）
- 閃光のナイトレイド（西山茂）
- おおきく振りかぶってII（西山茂）
- 世紀末オカルト学院（西山茂）
- B型H系（後藤正浩）
- オオカミさんと七人の仲間たち（後藤正浩）
- 会長はメイド様!（後藤正浩）
- 黒執事II（後藤正浩）
- 咎狗の血（坪根健太郎）
- 探偵オペラ ミルキィホームズ（後藤正浩）
- おとめ妖怪ざくろ（西山茂）
- 侵略!イカ娘（西山茂）
- バクマン。（後藤正浩）
- とある魔術の禁書目録II（西山茂）
- STAR DRIVER 輝きのタクト（西山茂）

2011年
- 夢喰いメリー（西山茂）
- フリージング（西山茂）
- あの日見た花の名前を僕達はまだ知らない。（西山茂）
- 緋弾のアリア（西山茂）
- C（西山茂）
- 青の祓魔師（後藤正浩）
- 星空へ架かる橋（後藤正浩）
- 異国迷路のクロワーゼ（後藤正浩）
- STEINS;GATE（後藤正浩）
- フラクタル（坪根健太郎）
- アスタロッテのおもちゃ!（坪根健太郎）
- 毎日かあさん（後藤正浩）
- うたの☆プリンスさまっ♪ マジLOVE1000%（西山茂）
- 快盗天使ツインエンジェル〜キュンキュン☆ときめきパラダイス!!〜（後藤正浩）
- 神様のメモ帳（西山茂）
- 輪るピングドラム（西山茂）
- WORKING'!!（坪根健太郎）
- 侵略!?イカ娘（西山茂）
- たまゆら〜hitotose〜（西山茂）
- 灼眼のシャナIII-FINAL-（西山茂）

2012年
- モーレツ宇宙海賊（坪根健太郎）
- 探偵オペラ ミルキィホームズ 第2幕（後藤正浩）
- キルミーベイベー（西山茂）
- ゼロの使い魔F（後藤正浩）
- あの夏で待ってる（西山茂）
- 銀河へキックオフ!!（後藤正浩）
- ブラック★ロックシューター（坪根健太郎）
- 黄昏乙女×アムネジア（坪根健太郎）
- ヨルムンガンド（後藤正浩）
- ヨルムンガンド PERFECT ORDER（後藤正浩）
- ふるさと再生 日本の昔ばなし（新見元希）
- AKB0048（坪根健太郎）
- 宇宙兄弟（後藤正浩）
- ソードアートオンライン（西山茂）
- つり球（西山茂）
- じょしらく（西山茂）
- アルカナ・ファミリア -La storia della Arcana Famiglia-（西山茂）
- 超訳百人一首 うた恋い。（後藤正浩）
- 超速変形ジャイロゼッター（坪根健太郎）
- リトルバスターズ!（西山茂）
- バクマン。（後藤正浩）
- 新世界より（坪根健太郎）
- さくら荘のペットな彼女（西山茂）
- 好きっていいなよ。（後藤正浩）

2013年
- はたらく魔王さま！（後藤正浩）
- 俺の彼女と幼なじみが修羅場すぎる（坪根健太郎）
- まんがーる!（後藤正浩）
- 踊り子クリノッペ
- ゆゆ式（須藤瞳）
- うたの☆プリンスさまっ♪ マジLOVE2000%（西山茂）
- 変態王子と笑わない猫。（後藤正浩）
- とある科学の超電磁砲S（西山茂）
- Fate/kaleid liner プリズマ☆イリヤ（坪根健太郎）
- 私がモテないのはどう考えてもお前らが悪い!（坪根健太郎）
- フリージング ヴァイブレーション（西山茂）
- のんのんびより（坪根健太郎）
- サーバント×サービス（坪根健太郎）
- 銀の匙 Silver Spoon（西山茂）
- ふたりはミルキィホームズ（後藤正浩）
- 魔界王子 devils and realist（西山茂）
- たまゆら〜もあぐれっしぶ〜（西山茂）
- 君のいる町（後藤正浩）
- ガッチャマン クラウズ（西山茂）
- ストライク・ザ・ブラッド（坪根健太郎）
- ゴールデンタイム（西山茂）
- リトルバスターズ〜リフレイン〜（西山茂）
- 熱風海陸ブシロード（須藤瞳）

2014年
- そにアニ -SUPER SONICO THE ANIMATION-（後藤正浩）
- ウィッチクラフトワークス（後藤正浩）
- キャプテンアース（西山茂）
- 世界征服〜謀略のズヴィズダー〜（後藤正浩）
- のうりん（坪根健太郎）
- いなり、こんこん、恋いろは（西山茂）
- 最近、妹のようすがちょっとおかしいんだが。（坪根健太郎）
- 龍ヶ嬢七々々の埋蔵金（坪根健太郎）
- 風雲維新ダイ☆ショーグン（西山茂）
- selector infected WIXOSS（後藤正浩）
- LOVE STAGE!!（坪根健太郎）
- 棺姫のチャイカ（後藤正浩）
- エスカ&ロジーのアトリエ 〜黄昏の空の錬金術士〜（後藤正浩）
- 金色のコルダ Blue♪Sky（近藤勇二）
- M3〜ソノ黒キ鋼〜（坪根健太郎）
- ばらかもん（須藤瞳）
- Fate/kaleid liner プリズマ☆イリヤ ツヴァイ!（坪根健太郎）
- 六畳間の侵略者!?（坪根健太郎）
- アカメが斬る!（後藤正浩）
- ソードアート・オンラインII（西山茂）
- 黒執事 Book of Circus（後藤正浩）
- まじもじるるも（西山茂）
- 七つの大罪（後藤正浩）
- オオカミ少女と黒王子（近藤勇二）
- 繰繰れ! コックリさん（坪根健太郎）
- 棺姫のチャイカ AVENGING BATTLE（後藤正浩）

2015年
- ガンスリンガー ストラトス（後藤正浩）
- うたのプリンスさまっ マジLOVEレボリューションズ（近藤勇二）
- ダンジョンに出会いを求めるのは間違っているだろうか（坪根健太郎）
- ユリ熊嵐（西山茂）
- 血界戦線（西山茂）
- 食戟のソーマ（西山茂）
- 探偵歌劇 ミルキィホームズ TD（後藤正浩）
- 電波教師（須藤瞳）
- 魔法少女リリカルなのはViVid（近藤勇二）
- ガッチャマン クラウズ インサイト（西山茂）
- ケイオスドラゴン 赤竜戦役（坪根健太郎）
- 監獄学園（後藤正浩）
- 下ネタという概念が存在しない退屈な世界（後藤正浩）
- のんのんびより りぴーと（坪根健太郎）
- わかば*ガール（坪根健太郎）
- WORKING!!!（坪根健太郎）
- あにトレ!EX（近藤勇二）
- 俺がお嬢様学校に「庶民サンプル」としてゲッツされた件（坪根健太郎）
- 学戦都市アスタリスク（後藤正浩）
- 対魔導学園35試験小隊（坪根健太郎）
- ヘヴィーオブジェクト（西山茂）
- ゆるゆり さん☆ハイ!（坪根健太郎）

2016年
- 少女たちは荒野を目指す（後藤正浩）
- NORN9 ノルン+ノネット（須藤瞳）
- 僕だけがいない街（西山茂）
- あんハピ♪（坪根健太郎）
- 逆転裁判 〜その「真実」、異議あり!〜（後藤正浩）
- 田中くんはいつもけだるげ（坪根健太郎）
- テラフォーマーズ リベンジ（近藤勇二）
- ふらいんぐうぃっち（後藤正浩）
- 文豪ストレイドッグス（西山茂）
- マクロスΔ（坪根健太郎）
- Re:ゼロから始める異世界生活（須藤瞳）
- あまんちゅ!（須藤瞳）
- アンジュ・ヴィエルジュ（坪根健太郎）
- クオリディア・コード（後藤正浩）
- 斉木楠雄のΨ難（後藤正浩）
- 食戟のソーマ 弐ノ皿（西山茂）
- タブー・タトゥー（西山茂）
- Fate/kaleid liner プリズマ☆イリヤ ドライ!!（坪根健太郎）
- 刀剣乱舞-花丸-（坪根健太郎）

2017年
- うらら迷路帖（後藤正浩）
- 南鎌倉高校女子自転車部（近藤勇二）
- スクールガールストライカーズ Animation Channel（西山茂）
- BanG Dream!（新見元希）
- にゃんこデイズ（坪根健太郎）
- ツインエンジェルBREAK（後藤正浩）
- ソード・オラトリア ダンジョンに出会いを求めるのは間違っているだろうか外伝（坪根健太郎）
- エロマンガ先生（坪根健太郎）
- リトルウィッチアカデミア（坪根健太郎）
- バトルガール ハイスクール（坪根健太郎）
- 妹さえいればいい。（坪根健太郎）
- 食戟のソーマ 餐ノ皿（近藤勇二）

2018年
- 七つの大罪 戒めの復活（後藤正浩）
- 食戟のソーマ 餐ノ皿 遠月列車篇（近藤勇二）
- 続 刀剣乱舞-花丸-（坪根健太郎）
- 三ツ星カラーズ（近藤勇二）
- Butlers〜千年百年物語〜（瀧川三智）
- STEINS;GATE 0（須藤瞳）
- ラストピリオド -終わりなき螺旋の物語-（新見元希）
- ヲタクに恋は難しい（坪根健太郎）
- こみっくがーるず（坪根健太郎）
- ありすorありす（新見元希）
- Back Street Girls -ゴクドルズ-（山岸歩奈実）
- すのはら荘の管理人さん（坪根健太郎）
- 殺戮の天使（近藤勇二）
- 音楽少女（西山茂）
- プラネット・ウィズ（近藤勇二）
- ハイスコアガール（坪根健太郎）
- ゆらぎ荘の幽奈さん（坪根健太郎）
- 抱かれたい男1位に脅されています。（瀧川三智）
- となりの吸血鬼さん（坪根健太郎）
- ソードアート・オンライン アリシゼーション（近藤勇二）
- とある魔術の禁書目録III（西山茂）
- RErideD-刻越えのデリダ-（後藤正浩）
- ゾンビランドサガ（後藤正浩）

2019年
- サークレット・プリンセス（坪根健太郎）
- けものフレンズ2（新見元希）
- 盾の勇者の成り上がり（須藤瞳）
- 私に天使が舞い降りた!（坪根健太郎）
- 川柳少女（近藤勇二）
- みだらな青ちゃんは勉強ができない（瀧川三智）
- ひとりぼっちの○○生活（山岸歩奈実）
- 賢者の孫（瀧川三智）
- グランベルム（坪根健太郎）
- とある科学の一方通行（後藤正浩）
- ナカノヒトゲノム【実況中】（近藤勇二）
- ダンジョンに出会いを求めるのは間違っているだろうかII（坪根健太郎）
- 異常生物見聞録

#### 2020年代
2020年
- 恋する小惑星（坪根健太郎）
- ミュークルドリーミー（山岸歩奈実）
- キミと僕の最後の戦場、あるいは世界が始まる聖戦（近藤勇二）

2021年
- アズールレーン びそくぜんしんっ!（新見元希）
- 幼なじみが絶対に負けないラブコメ（坪根健太郎）
- 世界最高の暗殺者、異世界貴族に転生する（瀧川三智）
- 舞妓さんちのまかないさん（山岸歩奈実）
- 魔法科高校の優等生（近藤勇二）

2022年
- 失格紋の最強賢者（仙土真希）
- スローループ（仙土真希）
- CUE!（近藤勇二）
- 史上最強の大魔王、村人Aに転生する（近藤勇二）

2024年
- 夜桜さんちの大作戦（近藤勇二）
- FAIRY TAIL 100年クエスト（後藤正浩）

### 劇場アニメ
2006年
- 時をかける少女（西山茂）

2007年
- 劇場版「灼眼のシャナ」（西山茂）
- ねずみ物語 〜ジョージとジェラルドの冒険〜（西山茂）

2009年
- サマーウォーズ（西山茂）
- 宇宙ショーへようこそ（後藤正浩）
- ONE PIECE FILM STRONG WORLD（後藤正浩）

2011年
- マジック・ツリーハウス（西山茂）

2012年
- スタードライバー THE MOVIE（西山茂）
- おおかみこどもの雨と雪(日テレ×MOVIE 2012年 細田守監督)（西山茂）

2013年
- リトルウィッチアカデミア（坪根健太郎）
- 劇場版 あの日見た花の名前を僕達はまだ知らない。（西山茂）
- 劇場版 とある魔術の禁書目録 -エンデュミオンの奇蹟-（西山茂）
- 劇場版 STEINS;GATE 負荷領域のデジャヴ（後藤正浩）

2014年
- 大きい1年生と小さな2年生（後藤正浩）
- モーレツ宇宙海賊 ABYSS OF HYPERSPACE -亜空の深淵-（坪根健太郎）

2015年
- アキの奏で（新見元希）
- 百日紅 〜Miss HOKUSAI〜（西山茂）
- バケモノの子(日テレ×MOVIE 2015年 細田守監督)（西山茂）
- 心が叫びたがってるんだ。（西山茂）
- Wake Up, Girls! 青春の影（坪根健太郎）
- リトルウィッチアカデミア 魔法仕掛けのパレード（坪根健太郎）
- Wake Up, Girls! Beyond the Bottom（坪根健太郎）

2016年
- ガラスの花と壊す世界（坪根健太郎）
- 同級生（西山茂）

2017年
- 劇場版 ソードアート・オンライン -オーディナル・スケール-（西山茂）
- 劇場版Fate/kaleid liner プリズマ☆イリヤ 雪下の誓い（坪根健太郎）

2018年
- 未来のミライ(日テレ×MOVIE 日本テレビ開局65周年記念作品 2018年 細田守監督)（西山茂）
- 劇場版 七つの大罪 天空の囚われ人（後藤正浩）
- 劇場版 のんのんびより ばけーしょん（坪根健太郎）

2020年
- デジモンアドベンチャー LAST EVOLUTION 絆（坪根健太郎）

2021年
- 劇場版 クドわふたー（近藤勇二）

### OVA
2006年
- スカイガールズ（西山茂）
- 灼眼のシャナSP「恋と温泉の校外学習」（西山茂）

2007年
- 銀河鉄道物語 〜忘れられた時の惑星〜（西山茂）
- 撲殺天使ドクロちゃん2（坪根健太郎）
- 最後のドアを閉めろ!

2008年
- よつのは（西山茂）

2009年
- 金色のコルダ（後藤正浩）
- 灼眼のシャナS（西山茂）

2010年
- 遙かなる時空の中で3 終わりなき運命（坪根健太郎）
- ムダヅモ無き改革（後藤正浩）
- たまゆら（西山茂）
- ブラック★ロックシューター（坪根健太郎）
- とある科学の超電磁砲（西山茂）
- グラール騎士団（後藤正浩）

2011年
- 戦場のヴァルキュリア3 誰がための銃瘡（坪根健太郎）

2012年
- 乙女はお姉さまに恋してる 2人のエルダー THE ANIMATION（後藤正浩）
- でんぢゃらすじーさん邪（西山茂）
- わんおふ -one off-（坪根健太郎）
- ペガロク

2014年
- サンタ・カンパニー（坪根健太郎）
- ゆるゆり なちゅやちゅみ!（坪根健太郎）

2015年
- たまゆら〜卒業写真〜（西山茂）
- ストライク・ザ・ブラッド（坪根健太郎）

### Webアニメ
- +チック姉さん（2011年、須藤瞳）
- 今日のあすかショー（2012年、坪根健太郎）
- 宮河家の空腹（2013年、坪根健太郎）
- Double Circle（2014年、近藤勇二）
- Bonjour♪恋味パティスリー（2014年、坪根健太郎）
- Duel Masters LOST（2024年 - 2025年、山岸歩奈実）

### その他
- コンチェルトゲート（2007年、オープニングムービー）
- シャイニング・フォース イクサ（2007年、オープニングムービー）
- 中居正広の金曜日のスマたちへ（2012年、オープニング）

## 所属スタッフ

### 現在
- 西山茂
- 後藤正浩
- 坪根健太郎
- 須藤瞳
- 近藤勇二
- 新見元希
- 山岸歩奈実
- 瀧川三智
- 仙土真希

### 過去
- 水津太盛
- 下田由希乃